# Maria-chuteira
Maria-chuteira é o estereótipo relacionado às mulheres que são notórias por manterem relacionamentos amorosos com jogadores de futebol.

## Maria-chuteiras famosas
Rotular alguém como maria-chuteira é certamente algo bastante arbitrário, mas um dos mais importantes jornais esportivos da Espanha, o Diario Sport, publicou no ano de 2008 o resultado de uma eleição que reuniu mais 85 mil votos, que almejavam eleger as mais belas botineras, como são chamadas as maria-chuteiras na Espanha. Já na França, o mesmo foi feito em 2009 pela revista francesa Les Dessousdusport, cuja lista incluía:
1. Alena Seredova, mulher de Buffon
2. Nereida Gallardo, ex-Cristiano Ronaldo
3. Clio Zenden, mulher de Boudewijn Zenden
4. Wanda Nara, mulher de Mauro Icardi
5. Cheryl Cole, ex-mulher de Ashley Cole
6. Sylvie Van Der Vaart, mulher de Rafael Van Der Vaart
7. Danielle Lloyd, mulher de Jamie O'hara
8. Eva Gonzalez, ex de Iker Casillas
9. Sarah Brandner, mulher de Bastian Schweinsteiger
10. Maria Paz, mulher de Etienne Didot
11. Wahiba Ribéry, mulher de Franck Ribéry
12. Coleen Rooney, mulher de Wayne Rooney
13. Nives Celsius, mulher de Dino Drpic
14. Susana Werner, mulher de Júlio César e ex-namorada de Ronaldo
15. Gianina Maradona, ex de Sergio Agüero
16. Antonella Roccuzzo, mulher de Lionel Messi